# 파브리시오 오베르토
파브리시오 라울 헤수스 오베르토(스페인어: Fabricio Raúl Jesús Oberto, 1975년 3월 21일~)는 아르헨티나의 농구 선수로 포지션은 센터와 파워 포워드이다. 전미 농구 협회(NBA)의 샌안토니오 스퍼스, 워싱턴 위저즈, 포틀랜드 트레일블레이저스에서 뛰었으며 아르헨티나 국가대표팀의 일원으로 2004년 하계 올림픽 금메달, 2008년 하계 올림픽 동메달을 획득했다.